# Geschichtswerkstatt Neuhausen

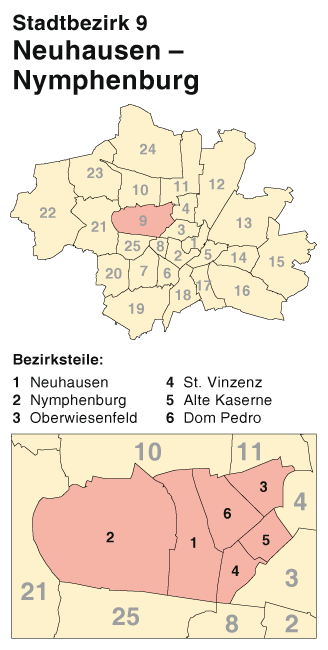
Stadtbezirk 9 Neuhausen-Nymphenburg (München)

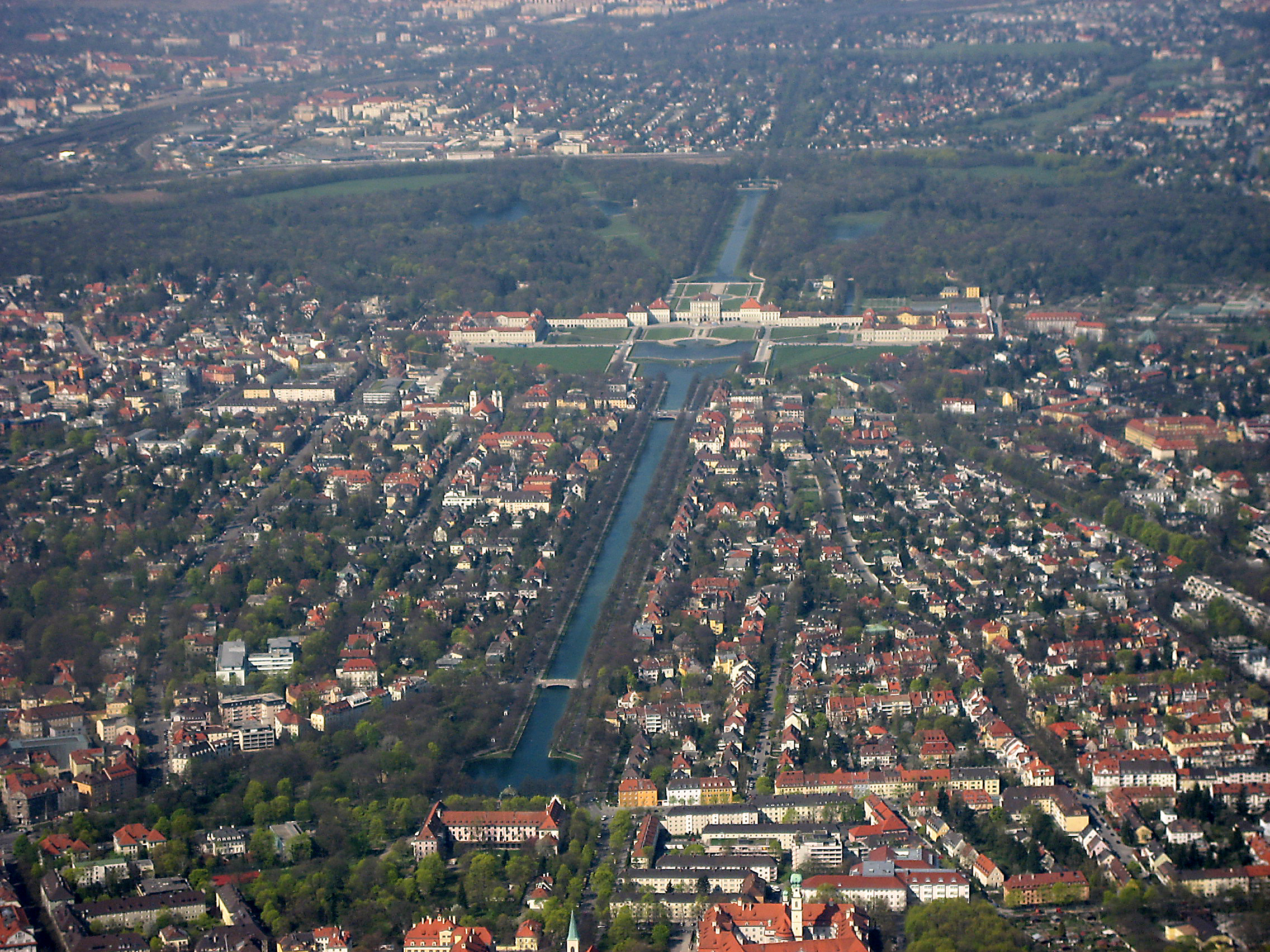
Nymphenburg (Luftbild)

Die Geschichtswerkstatt Neuhausen e. V. wurde als Geschichtsverein am 9. November 1992 gegründet und beleuchtet kritisch die Stadt(teil)geschichte von Neuhausen-Nymphenburg – den Münchener Stadtteilen Neuhausen, Nymphenburg sowie Gern. Sie vermittelt zugleich die so gewonnenen historischen Forschungsergebnisse einer breiteren Öffentlichkeit.

## Aufgaben und Selbstverständnis
Der Verein arbeitet im Selbstverständnis von Geschichtswerkstätten die Geschichte der Stadtteile Neuhausen, Nymphenburg und Gern auf, indem sie historische Zeugnisse und Spuren sichtet, sammelt und archiviert. Die gewonnenen Forschungsergebnisse werden in Ausstellungen, eigenen Filmen, Büchern und der Zeitschrift Neuhauser Werkstatt-Nachrichten – Historische Zeitschrift für Neuhausen, Nymphenburg und Gern präsentiert und in Stadtteilführungen und Vorträgen vermittelt. Ziel dieser Form kultureller Stadtteilarbeit ist, möglichst viele Menschen zu befähigen, die eigene Geschichte, die Stadtteilgeschichte und auch „fremde“ Geschichte nachzuvollziehen bzw. zu erforschen.
Der Verein nimmt sich überwiegend bislang kaum beachteten Fragestellungen und Themen an, um damit „Spurensicherung“ zu betreiben. Die Geschichtswerkstatt Neuhausen e.V wird vom Münchner Kulturreferat gefördert und von der Abteilung Stadtgeschichte auch bei Projekten unterstützt.
Der Verein kooperiert mit fast allen kulturellen, politischen und sozialen Institutionen und Einrichtungen im Stadtteil – z. B. mit der Münchner Volkshochschule und der Münchner Stadtbibliothek, mit denen sich die Geschichtswerkstatt Neuhausen den „Neuhauser Trafo“ in der Nymphenburger Str. 171 teilt, dem Alten- und Servicezentrum Neuhausen, Kirchen, Schulen, dem Bezirksausschuss und dessen Parteien sowie weiteren verschiedenen Vereinen Neuhausens, Nymphenburgs und Gerns.

## Ziele
- Erforschung der Geschichte der Münchner Stadtteile Neuhausen, Nymphenburg und Gern
- Publikation von Forschungsergebnissen und deren Vermittlung an geschichtlich Interessierte
- Verständnis für historische Zusammenhänge im Stadtteil Neuhausen und darüber hinaus fördern
- Zusammenarbeit mit und zwischen den historischen Vereinen Münchens fördern
- Kontakte und Begegnungen zwischen Geschichtsinteressierten aller Regionen Bayerns fördern

## Kooperationen und Partner

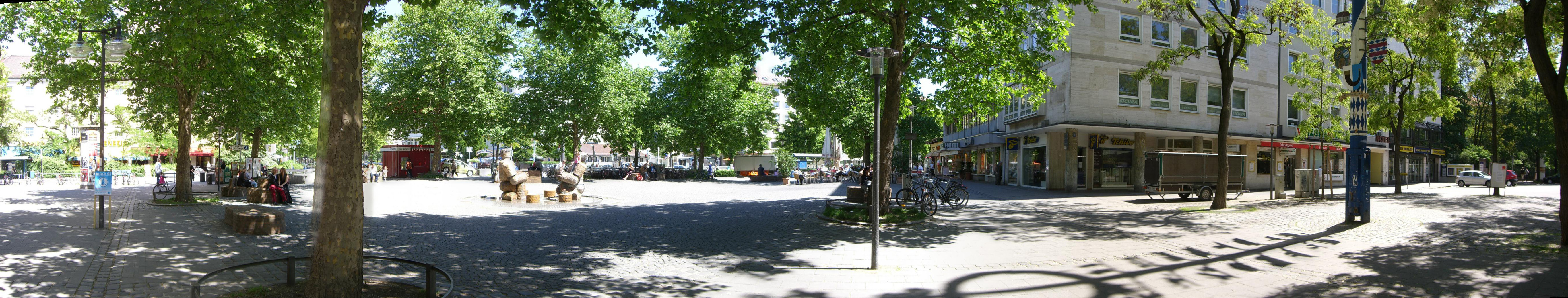
Rotkreuzplatz in Neuhausen (München)

- Alten- und Servicezentrum Neuhausen
- Bezirksausschuss Neuhausen–Nymphenburg
- Kulturreferat der LH München
- Münchner Stadtbibliothek
- Münchner Volkshochschule

## Veröffentlichungen
Der Verein veröffentlicht seit 1998 die halbjährlich erscheinenden Neuhauser Werkstatt-Nachrichten – Historische Zeitschrift für Neuhausen, Nymphenburg und Gern sowie seit 2003 jährlich den Kalender Neuhausen-Nymphenburg in historischen Ansichten, in dem Reproduktionen von Gemälden, Postkarten und Fotos aus dem Archiv der Geschichtswerkstatt mit kurzen Erklärungen und Ortsskizzen vorgestellt werden. Seit seiner Gründung hat der  Verein zahlreiche Bücher zu lokalgeschichtlichen Themen herausgebracht:
- Geschichtswerkstatt Neuhausen (Hrsg.): 850 Jahre Neuhausen – Dorf – Münchner Vorstadt – Stadtteil. München 2016, ISBN 978-3-931231-26-2 (256 S.).
- Geschichtswerkstatt Neuhausen (Hrsg.): Der Rotkreuzplatz - Das Herz von Neuhausen. München 2014, ISBN 978-3-931231-25-5 (208 S.).
- Geschichtswerkstatt Neuhausen (Hrsg.): Neuhausen-Nymphenburg einst und jetzt – Ein Vergleich in Bildern. München 2012, ISBN 978-3-931231-24-8 (217 S.).
- Benedikt Weyerer: Das Studienseminar Albertinum 1900–1990 – Der Weg eines katholischen Internates in München. Hrsg.: Geschichtswerkstatt Neuhausen. München 2011, ISBN 978-3-931231-23-1.
- Geschichtswerkstatt Neuhausen (Hrsg.): Von der ‚Aiblingerstraße‘ bis ‚Zum Künstlerhof‘ – Die Straßennamen im Münchner Stadtteil Neuhausen-Nymphenburg. München 2010, ISBN 978-3-931231-21-7 (244 S.).
- Franz Schröther: S'Geld muaß unter d'Leit – Die Lebensgeschichte von Lorenz Hauser, dem „Millionenbauern“ aus München-Neuhausen. Hrsg.: Geschichtswerkstatt Neuhausen. 2. Auflage. München 2009, ISBN 978-3-931231-11-8 (138 S.).
- Geschichtswerkstatt Neuhausen (Hrsg.): „Griaß de God, Herr Prinzregent!“ – Neuhausen und Nymphenburg zwischen 1886 und 1914 – zwei Dörfer werden zu Münchner Stadtteilen. München 2008, ISBN 978-3-931231-19-4 (236 S.).
- Geschichtswerkstatt Neuhausen (Hrsg.): „... daß in ganz Bayern kein schönerer Schulweg zu finden ist!“ – Die Geschichte der Schulen in den Münchner Stadtteilen Neuhausen und Nymphenburg. München 2006, ISBN 3-931231-17-8 (220 S.).
- Geschichtswerkstatt Neuhausen (Hrsg.): Ende und Anfang – Vom KZ-Außenlager Allach zur Siedlung München-Ludwigsfeld. München 2005, ISBN 3-931231-15-1 (176 S.).
- Geschichtswerkstatt Neuhausen (Hrsg.): Hier ruht, was sterblich war – Der Nymphenburger Friedhof in München – Geschichte und Biographien. München 2004, ISBN 3-931231-14-3 (216 S.).
- Benedikt Weyerer: München 1950–1975 – Stadtrundgänge zur politischen Geschichte. Hrsg.: Geschichtswerkstatt Neuhausen. München 2003, ISBN 3-931231-13-5 (320 S.).
- Geschichtswerkstatt Neuhausen (Hrsg.): Nymphenburg – 100 Jahre Münchner Ausflugsort und Vergnügungsviertel. 3. Auflage. München 2003, ISBN 3-931231-07-0 (240 S.).
- Geschichtswerkstatt Neuhausen (Hrsg.): Die Nymphenburger Straße – Geschichte–Entwicklungen–Ereignisse – Vom Stiglmaierplatz zum Grünwaldpark. München 2003, ISBN 3-931231-12-7 (201 S.).
- Geschichtswerkstatt Neuhausen (Hrsg.): Hollywood in Neuhausen – Band 2 – Die Stummfilmzeit aus der Sicht eines Münchner Stadtteils. München 2002, ISBN 3-931231-10-0 (248 S.).
- Geschichtswerkstatt Neuhausen (Hrsg.): Vom Rio zum Kolibri – Halbstark in Neuhausen – Jugendliche in einem Münchner Stadtteil 1948–1962. München 2001, ISBN 3-931231-09-7 (180 S.).
- Geschichtswerkstatt Neuhausen (Hrsg.): Um mich ist Heimat – Der alte Winthirfriedhof in Neuhausen –  ein Stück Münchner Kulturgeschichte. München 2000, ISBN 3-931231-08-9 (199 S.).
- Geschichtswerkstatt Neuhausen (Hrsg.): Hollywood in Neuhausen – Band 1 – Glanz und Niedergang der Kinos im Münchner Westen. München 1997, ISBN 3-931231-05-4.
- Walther Habersetzer: Ein Münchner Gymnasium in der NS-Zeit – Die verdrängten Jahre des Wittelsbacher Gymnasiums. Hrsg.: Geschichtswerkstatt Neuhausen. München 1997, ISBN 3-931231-04-6 (208 S.).
- Franz Schröther: Von Postämtern, Postkutschen und Postboten – Münchner Postgeschichte(n) aus Neuhausen, Nymphenburg und Gern. Hrsg.: Geschichtswerkstatt Neuhausen. München 1996, ISBN 3-931231-03-8 (73 S.).
- Lilo Fürst-Ramdohr: Freundschaften in der weißen Rose. Hrsg.: Geschichtswerkstatt Neuhausen. München 1995, ISBN 3-931231-00-3 (202 S.).
- Geschichtswerkstatt Neuhausen (Hrsg.): Spuren jüdischen Lebens in Neuhausen – Antisemitismus und seine Folgen. München 1995, ISBN 3-931231-01-1 (192 S.).
- Geschichtswerkstatt Neuhausen (Hrsg.): Zum Beispiel Neuhausen 1918–1933 – Die nationalsozialistische „Kampfzeit“ in einem Stadtteil der ehemaligen „Hauptstadt der Bewegung“. München 1993, ISBN 3-927984-22-1 (243 S.).